# جرمی گان
جرمی گان (انگلیسی: Jeremy Gunn؛ زادهٔ ۱۹۷۲/۱۹۷۳ (۵۲–۵۳ سال)) بازیکن فوتبال اهل بریتانیا است.